# Acrochaeta degenerata
Acrochaeta degenerata är en tvåvingeart som beskrevs av Lindner 1949. Acrochaeta degenerata ingår i släktet Acrochaeta och familjen vapenflugor. Inga underarter finns listade i Catalogue of Life.